# Faidra
Faidra és una banda unipersonal de black metal formada a finals de l'any 2019 a Suècia. El seu estil musical es troba entre la música atmosfèrica sueca i el black metal ortodox, amb inspiració del black metal escandinau d'inicis dels anys noranta, amb Burzum com a principal influència.

## Història
En un principi el projecte es presentà com una formació musical iniciada per un home amb experiència dins del món de les bandes de metall de finals dels anys 90, i que amb Faidra voldria mantenir la seva identitat no divulgada perquè el públic pogués centrar-se en la música i no en el seu autor.
Faidra no destacà per massa aparicions en els seus inicis, excepte algunes publicacions a Facebook i YouTube, i una entrada a la base de dades d'Encyclopaedia Metallum. I no seria fins a l'any 2020 que decidiria publicar el seu primer àlbum "Six Voices Inside", tot i que mesos abans ja havia anat publicant avançaments. Àlbum que mostraria un enfocament cap al black metal extrem més originari mantenint una atmosfera etèria també vista en àlbums de la trajectòria de bandes com Burzum.
"Six Voices Inside" rebria una bona acollida de la crítica especialitzada per la seva qualitat en la gravació, la seva naturalitat, inquietud i desassossec. Amb composicions commovedores i emotives, que transcendirien l'estrictament musical i l'aparença instrumental per oferir una experiència auditiva immersiva en el gènere. Les cançons de més de sis minuts i el mid-tempo clàssic del black metal que recordarien també a Katatonia i el seu segon àlbum Brave Murder Day, i també reminiscències del black metal melòdic de Dissection i l'àlbum The Shadowthrone de Satyricon. També alguns detalls que recordarien a l'àlbum de Samael "Blood Ritual" i sobretot als inicis de Burzum, i a la banda unipersonal Hermodr també originària de Suècia. La bona acollida seria tal que tot i que l'àlbum estava previst només com un llançament en CD i en streaming, el segell Northern Silence Production acabaria planejant-ne la publicació en vinil i samarretes de l'àlbum al cap d'uns mesos.

## Discografia

### Àlbums d'estudi
- Six Voices Inside - 2020 (Northern Silence Production)[8]
- Militant : Penitent : Triumphant - 2023 (Northern Silence Production)[9]